# Donato de Arezzo
San Donato de Arezzo es el santo patrón de Arezzo, y considerado como obispo de la ciudad.
La biografía de Donato fue escrita por un obispo de Arezzo, Severino en la que es cuestionable su historicidad. Se le nombra a Donato como mártr, aunque en escritos anteriores se le nombra más como confesor de la fe que como mártir. Una hagiografía anterior de Donato conoció a Gregorio Magno.
Según la tradición, Donato, que era nativo de Nicomedia, fue martirizado el  7 de agosto de 362 durante el reinado de Juliano el Apóstata.

## Leyenda
Según los escritos de Severino, Donato llegó a Roma cuando era niño con su familia procedente de Nicomedia. Huérfano a edad temprana, durante la persecución de los cristianos fue llevado a cargo del obispo de Arezzo. Donato fue educado por un sacerdote llamado Pimenio y tuvo como compañero de estudios a Julián, que después se convertiría en el emperador Juliano el Apóstata. Julian ascendió a la posición de subdiácono mientras que Donato fue lector. San Pedro Damián escribiría en sus sermones que "en el campo del Señor dos ramitas, Donato y Julian, crecieron juntos, pero uno se convertirá en un cedro del Paraíso y el otro en carbón para las llamas eternas del infierno." 
El 4 de febrero de 362, Juliano promulgó un edicto para garantizar la libertad de religión. Este edicto proclama que todas las religiones son iguales ante la ley, y que el Imperio Romano tiene que regresar a su eclecticismo religioso original, según la cual el Estado romano no impone ninguna religión en sus provincias. Cronistas cristianos consideraban que tenía como objetivo la restauración del paganismo a costa del cristianismo. La tradición católica señala que Julián persiguió a los cristianos de forma individual y los padres que Donato, así como su maestro Pomenio, morirían en estas persecuciones. Donato escapó a Arezzo y trabajaría para un monje llamado Hilariano para rezar por la fe cristiana y para realizar penitencias y milagros. La Passio de Severino afirma que Donato trajo a la vida a una mujer llamada Eufrosina; luchó y mató a un dragón que había envenenado el pozo local y devolvió la vista atrás a una mujer ciega llamada Siriana, y exorcizó a Asterio de un demonio que había estado atormentando al hijo del prefecto romano de Arezzo.
Donato fue ordenado como diácono y sacerdote por San Sátiro de Arezzo, obispo de esa ciudad, y continuó rezando en la ciudad y la región. A la muerte de Sátiro, Donato fue ordenado obispo por el papa Julio I. Un hombre llamado Antimo fue el diácono de Donato.       
Durante una celebración de la misa, en el momento de la comunión, algunos paganos entraron en la iglesia y rompieron el cáliz. Donato, después de intensa oración, reunió todos los fragmentos y los unió. Faltaba una pieza en la parte inferior de la copa pero, milagrosamente, no se derramó la copa. Asombrado, 79 paganos se convirtieron al cristianismo. Una leyenda similar se cuenta de San Nono, pero el objeto era una lámpara de cristal la que se hizo añicos.
Un mes después de este episodio, el prefecto de Arezzo, Cuadratiano, arrestó a Hilariano el Monje y a Donato. Hilariano fue martirizado el 16 de julio de 362 y Donato fue decapitado el 7 de agosto en Arezzo.

## Veneración

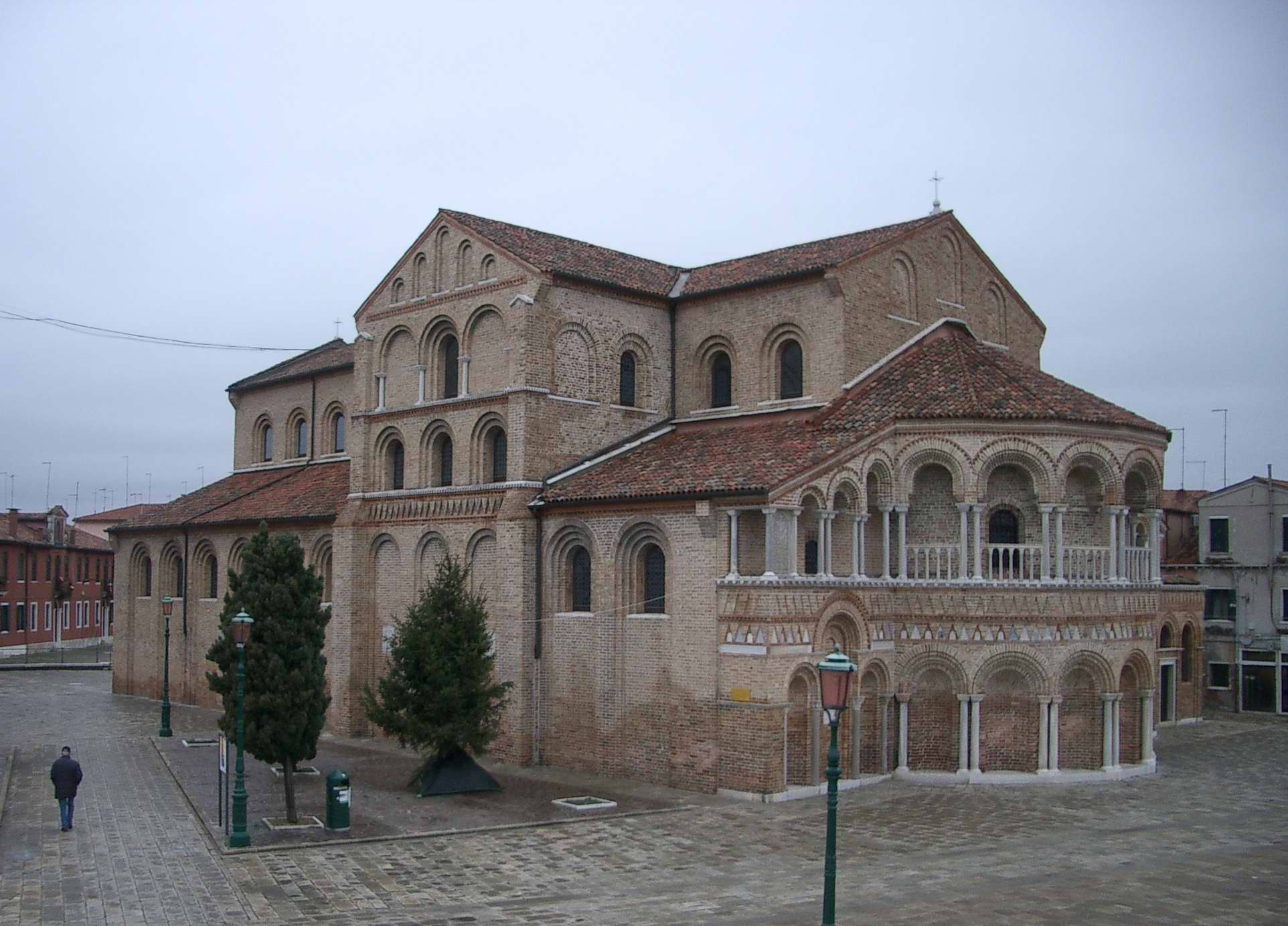
Iglesia de Santa María y San Donato

En 1125, algunos restos de las reliquias de Donato (y del supuesto dragón que dice su leyenda que mató) fueron llevados a la Iglesia de Santa María y San Donato en la isla de Murano, cerca de Venecia. 
Un grande relicario de plata de Donato del siglo XIII se encuentra ahora en el Museo Nacional de Nápoles
Las fiestas patronales de Guardiagrele se hacen en honor de Donato de Arezzo y San Emigdio. Cada año entre el 6 y 8 de agosto hay un festival en el que se pasea la efigie de Donato por las calles de Guardiagrele. Es tradicional comer porchetta (al horno o asada cochinillo con sabor a pimienta, romero, ajo y otros condimentos).